# Prečkanje Rdečega morja (Sikstinska kapela)
Prečkanje Rdečega morja je freska, izdelana v letih 1481–1482 in je v Sikstinski kapeli, danes v Vatikanu. Avtorstvo ni zanesljivo znano, pripisana je Cosimu Rosselliju.

## Zgodovina
27. oktobra 1480 je več florentinskih slikarjev odšlo v Rim, kamor so jih poklicali v okviru projekta sprave med Lorenzom de' Medici, dejanskim vladarjem Firenc in papežem Sikstom IV.. Florentinci so začeli delati v Sikstinski kapeli že spomladi 1481 skupaj s Pietrom Peruginom, ki je bil že tam.
Tema dekoracije je bila vzporednica med Mojzesovimi zgodbami (desna stena) in Kristusovimi zgodbami (leva stena), kot znak kontinuitete med Staro in Novo zavezo - ki pripoveduje o prenosu božanskega zakona iz tabel postave na Kristusovo podobo in iz njih skozi ključno epizodo izročitve ključev sv. Petru in njegovim potomcem, torej papežu samemu. Šlo je torej za ponovno potrditev temeljev in svetosti papeške oblasti, z izrecnimi omembami tudi tistih, ki so si drznili temu nasprotovati (očitno na prizorišču Kaznovanja upornikov).
Med številnimi freskami v ciklu je bila najbolj problematična atribucija slike Prečkanje Rdečega morja. Čeprav je ime Ghirlandaio navedlo več avtoritet, slog dela bolj spominja na slog Cosima Rossellija ali Biagia d'Antonija.

## Opis
Prizor je del Mojzesovih zgodb in tako kot drugi v ciklu prikazuje več epizod hkrati. Zaporedje se začne v ozadju na desni, kjer Mojzes in Aron prosita faraona, naj osvobodi izraelsko ljudstvo. Potem, ko Bog pošlje deset nadlog nad Egipt, faraon na koncu popusti, vendar se odloči, da bo s svojo vojsko zasledoval odhajajoče tujce. Izraelci so ob prihodu ob Rdeče morje priča čudežnemu odpiranju voda za njihov prehod, a ko se vojska pripravlja na prehod, se vojakom vode zaprejo in jih pogoltnejo. Ta epizoda je predstavljena v ospredju na desni, kjer so "rdeče" vode obdale viteze in jih ujele v različne odnose, ki izražajo njihovo razočaranje z različnimi stopnjami intenzivnosti: od krika faraona v središču, najbolj razburjenega prizora, pri najmirnejšem poskusu plavanja in doseganja druge obale za glave v ospredju. Bogastvo okraskov in ukrivljenih linij ustvarja zmešan, nazobčan in valovit učinek, ki se dobro poveže z vznemirjenim značajem prizora, zaradi česar je težko jasno razlikovati vsak predmet.
Pred vojsko vidimo kolono, skrivnostno obešeno nad vodo: to je prikaz ognjenega stebra, ki ga je Bog poslal v sovražnikovo vojsko, da bi jo prestrašil.
V zgornjem osrednjem območju je nevihta s točo, ki jo je Bog poslal, da bi kaznoval Egipčane. Atmosferski zapis, redek v umetniški produkciji petnajstega stoletja, je učinkovito upodobljen, na primer v temnih sencah, ki jih oblaki mečejo na mesto, in v vrtincih oblakov, v katerih so sončni žarki že projicirani v središče, ki napoveduje konec mučenja, ko bodo izraelski prebivalci rešeni. Pravzaprav je na levi tudi mavrica, ki danes ni zelo berljiva. Podobna predstavitev meteoroloških pojavov ni bila redka v italijanski umetnosti 15. stoletja: najbolj neposreden model, ki je bil ponujen pri uresničitvi učinka je Mučeništvo sv. Marka na predeli tabernaklja Linaioli,  Fra Angelica in nekaj predstav oblakov v različnih različicah Sv. Jurij in zmaj Paola Uccella.
Na levi strani so Izraelci, ki jih vodi mladi Mojzes s tipično rumeno obleko in zelenim plaščem  ter komandno palico, potem ko so tik pred prečkanjem morja. O njihovi varnosti priča prisotnost razvedrilnih dejavnosti, na primer prerokinja Miriam, ki v ospredju igra kordofon (strunsko glasbilo). Pot nadaljujejo v procesiji, izginjajo na levi strani v naravni pokrajini. Podrobnosti vključujejo v ospredju hišnega ljubljenčka, ki spominja na slike Benozza Gozzolija v kapeli Treh kraljev.